# Juan Costa
Juan Costa Climent, né le 10 avril 1965 à Castellón de la Plana, est un homme politique espagnol membre du Parti populaire (PP). Il est ministre de la Science entre septembre 2003 et avril 2004.

## Biographie

### Un jeune parlementaire
Il obtient une licence de droit à l'université de Navarre puis devient avocat. Il se spécialise avec un master de conseil juridique aux entreprises, après quoi il rejoint le groupe Ernst & Young.
À l'occasion des élections législatives anticipées du 6 juin 1993, le Parti populaire choisit de l'investir à 28 ans tête de liste dans la province de Castellón. Pour ce premier mandat au Congrès des députés, il siège à la commission de l'Économie, du Commerce et des Finances, dont il est premier secrétaire entre septembre 1993 et septembre 1994.

### Secrétaire d'État d'Aznar
Il est réélu au cours des élections législatives anticipées du 3 mars 1996, qui voient le PP l'emporter avec une majorité relative. Le 8 mai suivant, à 31 ans, il est nommé secrétaire d'État aux Finances du ministère de l'Économie et des Finances par le conseil des ministres. Il démissionne alors de son mandat parlementaire.
Il est à nouveau candidat dans sa province natale lors des élections générales du 12 mars 2000. Pour s'opposer à lui, les socialistes investissement le secrétaire à la Politique économique du PSOE Jordi Sevilla. Réélu, il renonce rapidement à siéger au Congrès après que le conseil des ministres l'a nommé secrétaire d'État au Commerce et au Tourisme du ministère de l'Économie le 6 mai.

### Ministre de la Science
Après la démission de Mariano Rajoy, nommé secrétaire général du PP et candidat à la présidence du gouvernement, José María Aznar procède à un remaniement ministériel le 4 septembre 2003. À cette occasion, Juan Costa est nommé ministre de la Science et de la Technologie en remplacement de Josep Piqué.
Pour les élections générales du 14 mars 2004, il est une fois encore tête de liste dans la province de Castellón. À l'issue du scrutin, le PP est renvoyé dans l'opposition, tandis que le chef de file socialiste dans la province, Jordi Sevilla, entre au gouvernement. Il devient ainsi deuxième vice-président de la commission des Affaires étrangères.

### Entre député et conseiller de Rato
Au début du mois d'octobre, il est élu par le congrès du PP membre du comité exécutif national mais refuse le poste de secrétaire à l'Économie et à l'Emploi, alors qu'il était le seul représentant de la Communauté valencienne susceptible d'exercer une responsabilité dans le parti. D'ailleurs à la fin du mois, il remet sa démission du Congrès pour devenir conseiller pour l'Amérique latine auprès du directeur général du FMI Rodrigo Rato, dont il est extrêmement proche puisqu'il a été pendant sept ans et demi son ministre de tutelle.
À l'approche des élections législatives du 12 mars 2008, il est choisi par Mariano Rajoy pour occuper le poste de coordinateur du programme électoral du Parti populaire. Il est ensuite investi, une nouvelle fois, tête de liste dans la province de Castellón.

### Candidature avortée au congrès de Valence
Réélu alors que le PP est de nouveau battu, il refuse en avril d'être secrétaire général du groupe parlementaire, à la suite d'une proposition de Mariano Rajoy. Issu du secteur modéré du parti, il envisage alors de se présenter à la présidence contre Rajoy lors du congrès à venir, cette candidature étant vue avec bienveillance par Esperanza Aguirre et les « durs » du PP. Cependant, il annonce lors d'une interview à El Mundo le 9 juin qu'il n'a pas l'intention d'être candidat pour diriger le PP.

### Retrait de la vie politique
À l'issue du congrès, il n'est pas reconduit par Rajoy au comité exécutif national, qui ne lui pardonne pas d'avoir envisagé de se présenter face à lui. Il démissionne de son mandat parlementaire et se retire de la vie politique en novembre 2010, pour devenir directeur de la division Changement climatique de Ernst & Young.